# Планинар
Планинар (такође алпиниста) је спортиста коме је један од главних циљева освајање врха неке планине. 
Велики број планинара има различите мотиве, а углавном су то: изазов, уживање у нетакнутој природи и дружење. Планинарење често захтева добру кондицију, јер оно обухвата пењање, силажење, ношење ранца итд. Искуство је потребно за коришћење карте, компаса, висиномера, и друге опреме. Основна планинарска опрема подразумева ципеле, јакну, ранац. Списак опреме за озбиљније планинарске експедиције је дугачак. Он поред хране и воде подразумева пењачку опрему (појас, прусик, карабинери, цепин, дерезе, шлем, штапови...), опрему за преноћиште (шатор, врећа, подлога), осталу опрему (наочаре за сунце, ски наочаре, батеријска лампа, компас...) За време успона и силаска може доћи до непредвиђених околности. Планинари морају бити психички припремљени да и у најтежим околностима (магла, ветар, снег, киша, недостатак воде и хране, повреде, кварови опреме...) остану прибрани, помогну другима и безбедно приведу акцију крају.

## Планинари
Планинари се могу свртавати према томе на какве планине и врхове иду, и у каквим временским условима то чине. Напомена: не постоји опште прихваћена терминологија. Овде ћемо покушати да дамо приближно значење термина (према употреби међу планинарима, при најави и опису акција).

### Пешаци
Пешаци су они планинари који пре свега воле природу и дружење, а не желе да се излажу превеликом напору или опасностима. Они иду углавном на планине до 2.000 m. 

### Трекери
Може се рећи да је трекинг (енгл. trekking) исто што и пешачење или ходање. Трекери се називају и „Горани”, а многи од њих су припадници „младих Горана”. Они пошумљавају оголеле висоравни или обележавају путање кретања по горама и планинама међународним ознакама црвене и беле боје.
Међутим, док пешачење подразумева одсуство великих физичких напора, трекинг може да се односи и на теже подухвате (пешачење од 40 километара кроз пустињу, 100 километара по Фрушкој гори, па чак и одлазак на неки врх висине 6.000 m и више) али се оно разликује од алпинизма по томе што не захтева коришћење пењачке опреме (осим, понекад, цепина, дереза, појаса, прусика и карабинера, на краћим деловима успона и силаска). 

### Планинари
Термин планинари у ширем смислу обухвата све који иду у планине. У ужем смислу, термин планинарење може обухватати акције које су по тежини, коришћењу техничке опреме и опасности, између трекинга и алпинизма. 

### Високогорци
Овај термин се најчешће користи за све планинаре који се упуштају у освајање врхова висине преко 2.000 m.

### Пењачи
Пењачи су сви они који користе пењачку опрему, и пењу се на окомите стене. То могу бити врхови веће и мање висине, при чему је једино важно да је кретање тешко и опасно. Део пењача је почео да упражњава и разне акробарске вештине, тако да су данас у свету позната и удружења популарно названа „Јамакаши”, према истоименом филму.

### Алпинисти
Термин има слично значење као и термин пењачи, с тим што се они који се пењу на вештачке стене или вишеспратнице у градовима називају „пењачи”, а они који се пењу на планине, алпинисти. Понекад се термин алпинисти користи за оне који ће се, намерно, пести тежом страном. Некада се алпинистима називју „елитни планинари”.
За одмор и смештај планинара и алпиниста се често граде планинарски домови.

### Планинарска друштва у Србији
- Планинарско-смучарско друштво „Авала“, Београд
- Планинарско спортски клуб „Балкан“, Београд
- Планинарско-смучарско друштво „Копаоник“, Београд
- Планинарско друштво „Победа“, Београд
- Планинарски клуб „Раднички“, Београд
- Планинарско друштво „Железничар“, Београд
- Планинарски клуб „Челик“, Смедерево
- Клуб Високогораца Србије
- Планинарско-смучарско друштво „Гоч“, Врњачка Бања
- Планинарски клуб „Јасеница“, Смедеревска Паланка
- ПСД „Железничар“ Нови Сад
- ПД „Нафташ“ Нови Сад
- Планинарски клуб „Горштак“ Младеновац
- Планинарско-смучарско друштво „Стражилово“, Сремски Карловци
- Планинарски клуб ГРЕБЕН Младеновац
- Планинарски клуб ``ЕРА“ Ужице
- Планинарско друштво ``РУЈНО“ Ужице

### Планинарска друштва Републике Српске
- Планинарско друштво „Јаворина“, Пале (језик: српски)
- Планинарско друштво „Требевић“, Источно Сарајево (језик: српски)
- Планинарско спортско друштво „Трескавица“, Трново Архивирано на веб-сајту  (28. септембар 2009) (језик: српски)
- Планинарско друштво „Гора“, Бања Лука (језик: српски)
- Планинарско друштво „Козара“, Бања Лука (језик: српски)
- Планинарско друштво „Механизам“, Котор Варош (језик: српски)
- Планинарско-еколошко друштво „Мајевица“, Бијељина (језик: српски)
- Планинарско друштво „Вучји зуб“, Требиње (језик: српски)
- Планинарско друштво „Зеленгора“, Фоча (језик: српски)
- Планинарско друштво „ВИДЕТА“, Србац Архивирано на веб-сајту  (31. мај 2009) (језик: српски)
- Планинарско-еколошко друштво „АЦЕР“, Власеница (језик: српски)
- Планинарско-спортско друштво „Пеција“, Козарска Дубица (језик: српски)
- Планинарско друштво „Клековача“, Приједор (језик: српски)
- Планинарско друштво „Столац“, Вишеград
- Планинарско спортско друштво „Превија“, Бања Лука
- Планинарско спортско друштво „Лелија“, Калиновик
- Планинарско спорско друштво „Виторог“ Шипово
- Планинарски клуб „Очауш“, Теслић (језик: српски)